# Indie folk
L'indie folk è un genere musicale sviluppato a metà degli anni novanta da alcuni esponenti della musica indie rock particolarmente influenzati dal folk degli anni cinquanta, sessanta e settanta e dalla musica country.
Alcuni artisti indie folk includono i Mumford and Sons, Jake Bugg, Blind Pilot, i Bon Iver, The Cave Singers, David Knowles i Fleet Foxes i Great Lake Swimmers e Or, The Whale, Sufjan Stevens.